# 15 Cygni
15 Cygni é uma estrela  na constelação do norte de Cygnus. Com uma magnitude visual aparente de 4,90, é uma estrela fraca, mas visível a olho nu. A distância até 15 Cygni pode ser estimada a partir de seu deslocamento parallax anual de 11,0 mas, o que produz uma separação da Terra de cerca de 296 anos-luz. Está se aproximando do Sol com uma velocidade radial heliocêntrica de −23,6 km/s.
Esta é uma estrela gigante envelhecida com uma classificação estelar de G8 III, tendo consumido o hidrogênio em seu núcleo e evoluído da sequência principal. É um gigante vermelho, o que significa que está gerando energia via fusão de hélio em seu núcleo. A estrela tem 1,50 bilhões de anos, com 2,3 vezes a massa do Sol, e se expandiu 12 vezes mais que o tamanho do  raio do Sol. Ela irradia 93 vezes a luminosidade do Sol a partir de sua fotosfera ampliada a uma temperatura efetiva de 4.920 K.